# پارک هوایی خورخه نیوبری
پارک هوایی خورخه نیوبری (به اسپانیایی: Aeroparque Jorge Newbery) یک فرودگاه نظامی و همگانی مسافربری با کد یاتا AEP است که یک باند فرود بتن دارد و طول باند آن ۲۱۰۰ متر است. این فرودگاه در شهر بوئنوس آیرس کشور آرژانتین قرار دارد و در ارتفاع ۵ متری از سطح دریا واقع شده‌است.

## شرکت‌های هواپیمایی و مقصدهای پروازی
| شرکت‌های هواپیمایی                                   | مقصدهای پروازی |
| --------------------------------------------------- | --- |
| ارولینیاس آرژانتیناس                                | کماندانته اسپورا، کورونل فلیپ وارلا، ژنرال انریکو ماسکونی، اینگنیرو ارناوتیکو امبرسیو تاراولا، داکتر فرناندو پیراگین نیویرو، کامندنتی ارماندو توولا، اسکل، فورموسا، کاپیتان ویسنت الماندوس الموناسید، گاورنر فرنسیسکو گابریلی، پرزیدانت پرون، ژنرال خوزه د سان مارتین لیبرتادور، آبشار ایگواسو، رزیستنسیا، پیلوتو سیویل نوربرتو فرناندز، هرمیز کویخادا، مارتین میگول داگومس، تنینته لوییس کندلاریا، اویادور کارلوس کمپوس، گبرنیدر هراسیو گوزمن، دمینگوو فاستینو اسارمینتو، المیرانت مارکوس برندزینو زار، سپهبد بنجامین ماتینزو، اوشوآیا – مالویناس آرجنتیناس |
| ارولینیاس آرژانتیناس                                | سلگدو فیلهو، پورتو سگورو، ریو دوژانیرو گالیائو، دپوتادو لوئیس ادواردو مگاهاس، ویرو ویرو، کومودورو ارتورو مرینو بنیتز، سائو پائولو گوارولوس فصلی: هرکیلیو لوز، کاپیتان دا کوربتا کارلووس برندزینو کوربلو |
| ارولینیاس آرژانتیناس اجرا توسط اوسترال لینئاس آئراس | کماندانته اسپورا, کورونل فلیپ وارلا، ژنرال انریکو ماسکونی، اینگنیرو ارناوتیکو امبرسیو تاراولا، داکتر فرناندو پیراگین نیویرو، فورموسا، آستور پیاتزولا، گاورنر فرنسیسکو گابریلی، پرزیدانت پرون، ژنرال خوزده خوزه دی اورکیزا، ژنرال خوزه د سان مارتین لیبرتادور، آبشار ایگواسو، رزیستنسیا، لا هیگوراس، رسریو – ایسلس ملوینس، تنینته لوییس کندلاریا، بریگادیر مایور سزار رائول اویدا، سن رافائل، گبرنیدر هراسیو گوزمن، سوک ویجو، سانتا رزا، وایس‌کامودورا آنجل، Termas de Río Hondo، المیرانت مارکوس برندزینو زار، گبرنیدر ادگاردو کاستلو                         |

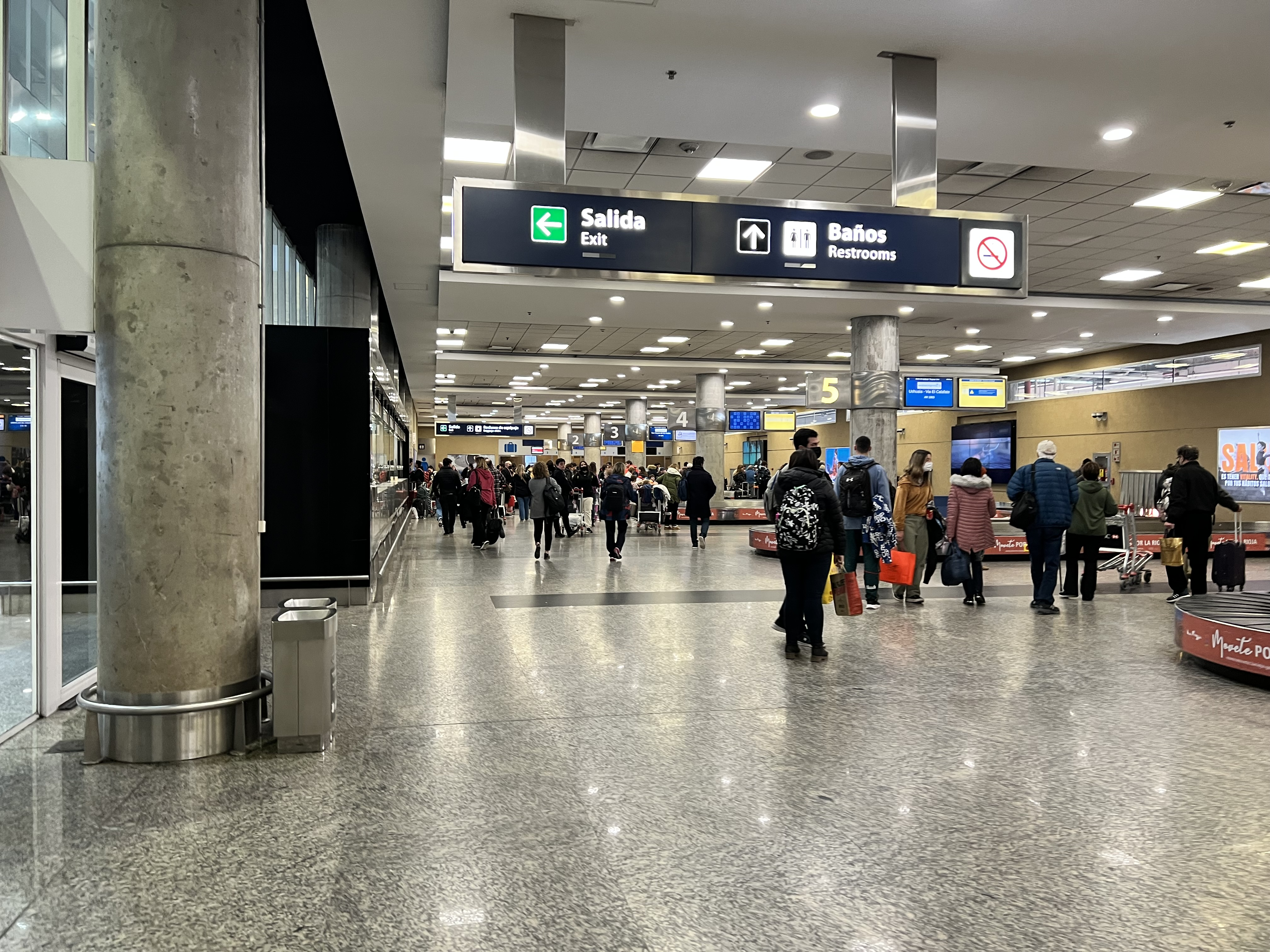
فرودگاه یورگ نوبری

| ارولینیاس آرژانتیناس اجرا توسط اوسترال لینئاس آئراس | سیلویو پتیروسی، آفونسو پنا، کراسکو، کاپیتان دا کوربتا کارلووس برندزینو کوربلو، ریو دوژانیرو گالیائو، سائو پائولو گوارولوس فصلی: هرکیلیو لوز |
| Amaszonas Paraguay                                  | سیلویو پتیروسی |
| Amaszonas Uruguay                                   | کراسکو فصلی: کاپیتان دا کوربتا کارلووس برندزینو کوربلو |
| آندس لینئاس آئرئاس                                  | اینگنیرو ارناوتیکو امبرسیو تاراولا، گاورنر فرنسیسکو گابریلی، آبشار ایگواسو، ال تئولچی، مارتین میگول داگومس، تنینته لوییس کندلاریا،گبرنیدر هراسیو گوزمن، Termas de Río Hondo فصلی: آستور پیاتزولا |
| Avianca Argentina اجرا توسط Macair Jet              | رکونکویئیستا، Sunchales، وییا ماریا |
| گول ایر ترنسپورت                                    | سائو پائولو گوارولوس |
| ال‌ای‌دی‌ئی                                            | ژنرال انریکو ماسکونی، آستور پیاتزولا، پرزیدانت پرون، تنینته لوییس کندلاریا |
| لان آرژانتین                                        | کماندانته اسپورا، ژنرال انریکو ماسکونی، اینگنیرو ارناوتیکو امبرسیو تاراولا، کامندنتی ارماندو توولا، گاورنر فرنسیسکو گابریلی، پرزیدانت پرون، آبشار ایگواسو، پیلوتو سیویل نوربرتو فرناندز، مارتین میگول داگومس، تنینته لوییس کندلاریا، دمینگوو فاستینو اسارمینتو، Termas de Río Hondo، سپهبد بنجامین ماتینزو، اوشوآیا – مالویناس آرجنتیناس فصلی: کومودورو د ریکاردوو سلومون |
| لان آرژانتین                                        | سائو پائولو گوارولوس، کومودورو ارتورو مرینو بنیتز |
| تام ایرلاینز                                        | سائو پائولو گوارولوس |
| لان ایرلاینز                                        | کومودورو ارتورو مرینو بنیتز |